# Семёнов, Валерий Семёнович (учёный)
Вале́рий Семёнович Семёнов (9 июня 1924, Чемурша, Чувашская АССР — 3 апреля 1996, Чебоксары) — советский и российский хирург, учёный; доктор медицинских наук (1968), профессор (1970).
Автор более 120 научных работ. Заслуженный врач Чувашской АССР (1990).

## Биография
Родился 9 июня 1924 года в селе Чемурша Чебоксарского района Чувашской АССР в семье Семёна Аркадьевича и Пелагии Павловны.
Участник Великой Отечественной войны в качестве стрелка, затем санинструктора 48-го стрелкового полка и 169-го стрелкового полка 68-й стрелковой дивизии Ленинградского фронта. Позже был командиром миномётного взвода 221-го стрелкового полка 61-й стрелковой дивизии. Прошёл всю войну, был дважды ранен, демобилизовался в 1946 году.
В 1954 году окончил Минский медицинский институт (ныне Белорусский государственный медицинский университет), там же в 1960 году окончил аспирантуру. В этом же вузе защитил кандидатскую (1960, тема «Непосредственные и отдаленные результаты обширных резекций тонкой кишки») и докторскую (1968, тема «Компенсаторные процессы пищеварительной системы и использование антиперистальтической вставки после обширных резекций кишечника») диссертации.
Работал в городе Борисове заведующим Борисовским районным отделом здравоохранения Минской области, одновременно был хирургом Борисовской городской больницы (1954—1956 годы). Стал членом КПСС.
После защиты докторской диссертации, Валерий Семёнович приехал в Чувашию, где с 1969 года и до конца жизни работал в Чувашском государственном университете имени И. Н. Ульянова (ЧГУ). Организатор и первый заведующий кафедрой общей хирургии медицинского факультета ЧГУ в 1969—1989 годах, профессор кафедры общей хирургии в 1989—1996 годах.
Наряду с научной, занимался общественной деятельностью: избирался депутатом Чебоксарского городского Совета, руководил Медицинским
обществом хирургов Чувашии (1970—1989), был председателем научных медицинских обществ республики (1980—1985) и членом Редакционного совета Казанского медицинского журнала.
Умер 3 апреля 1996 года в Чебоксарах. Его сыновья — Александр и Юрий также стали хирургами и трудятся в Чебоксарах.
Награждён орденом Отечественной войны 2-й степени и многими медалями.